# Libro de recortes

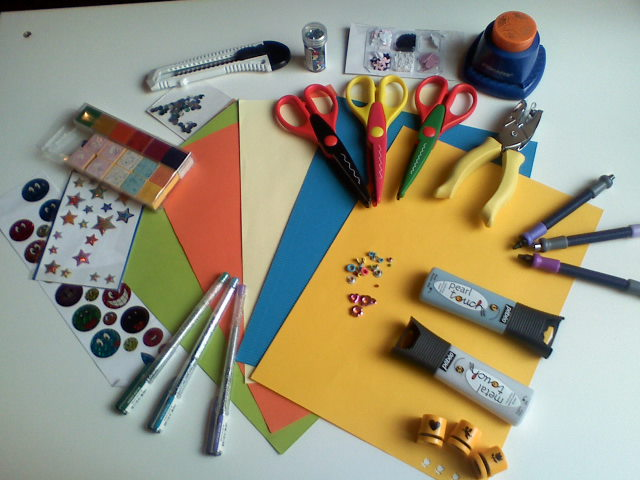
Herramientas para hacer scrapbooking

El libro de recortes o scrapbook es la técnica de personalizar álbumes de fotografías. Al guardar recuerdos, recortes o cartas en un diario o trozos de papel de regalos se está haciendo scrapbooking. Partiendo de simples fotografías, se revalorizan los recuerdos con adornos de todo tipo (pegatinas, botones, cintas, papeles especiales, gemas, flores secas, remaches, hilos…) y diversos estilos, desde el más sofisticado hasta el más sencillo, dependiendo del gusto personal.[cita requerida]

## Historia delscrapbooking
El scrapbook es una afición que está experimentando en los últimos años una notable expansión. Sin embargo, una de las primeras señales de este tipo de manualidad se constata en 1769 cuando el escritor William Granger publicó la historia de Inglaterra. En esta incluyó dibujos, además del texto, así como páginas en blanco donde los lectores podían agregar sus propios comentarios e ilustraciones. Aunque, más conocido es el ejemplo de Thomas Jefferson. El presidente estadounidense guardó y reunió en álbumes recortes de periódicos durante el tiempo que duró su mandato en la Casa Blanca (1801-1809). La gente también se unió a esta práctica coleccionando artículos de diarios, dibujos y otros recuerdos que fueron agrupados en un libro. En este mismo período comenzaron a diseñarse álbumes más elaborados, con novedosas cubiertas e, incluso, con candados. Además, fue el inicio de la creación de los diarios personales y los álbumes de la amistad.
Ante tal crecimiento, John Poole publicó en 1826 Manuscript Gleanings and Literary Scrapbook. La obra pretendía ser un manual de cómo exhibir poemas, entradas de un diario personal y otros "scraps" (recortes). La invención del daguerrotipo en 1839, paso previo a la aparición de la fotografía, marcará un antes y un después en el arte del Scrapbooking.
A finales de 1800, el escritor americano Mark Twain se convirtió en un entusiasta del scrapbooking creando numerosos álbumes personales, que llegó a vender por un valor de 50 000 dólares. Posteriormente, en 1888, George Eastman patentó la primera cámara Kodak, ampliando el horizonte de cada persona para crear su propio álbum de recuerdos.
Los seguidores del scrapbooking se conocen como scrapbookers y su afición es tal que existen multitud de talleres de enseñanza, foros donde compartir ideas y publicaciones de todo tipo. Si bien es cierto que parte de su éxito actual se debe a la aparición de un gran número de empresas especializadas en los accesorios de esta actividad, como papeles con tramas y colores, plantillas, adhesivos, troqueladoras, washi tape o cinta decorativa y un sinfín de productos más.

## Técnicas
| Fabricantes           | American Crafts, Zutter, Bo Bunny, EK tools, Prima Marketing, Ranger Ink, Fiskars, Sizzix, Lawn Fawn, Heidi Swapp, We r Memory Keepers, Tim Holtz, DoveCraft, Creative Imagination, K&Company, Martha Stewart, Silhouette, Echo Park Paper Co., El Oti Sabe, PS4, Mya                                                 |
| Fabricantes españoles | Anita y su mundo scrapbooking, Gigi et moi, Lora Bailora, Escrap, Dayka, Alua Cid, Mintopia, Sweet möma, Duna on, Cocoloko, etc. |
| Soportes para decorar | Bandejas, Cajas, Letras de madera o cartón, Calendarios, Marcos, Cuadernos, Agendas, Tarjetas, Álbumes |
| Herramientas          | Plantillas de recorte, troqueladoras, plóteres de corte (Silhouette Cameo, Silhouette Curio, Silhouette Portrait, Brother ScanNcut), Silhoutte Mint, gofrado, remaches, sellos, Crop a Dile, Corner Chomper, papeles estampados, Fuse tool, encuadernadora, plastificadora, abalorios, cintas, flores de papel, lazos |
| Técnicas              | Pintura, Decoupage, Estarcido, Caligrafía, Estampación, Mix Media, Encuadernación, Repujado, Washi Tape, Fabric Tape |

Las fotografías se pueden colocar simplemente con marcos o bien rasgadas o recortadas en zig-zag u otras formas. Otro procedimiento más complejo sería crear composiciones de mosaicos, espirales o figuras geométricas a partir de varias fotografías.
El empleo del color y los elementos decorativos son esenciales en el resultado final. Pero nunca hay que olvidar que lo realmente importante son las fotografías y, por tanto, estas deben ser las protagonistas del álbum y la historia que se quiera contar. Un buen método para esto es incluir etiquetas o pequeños párrafos, que describan brevemente el contenido de la fotografía a la que acompañan.
En definitiva, las técnicas más empleadas son el recorte y pegado, el rasgado, el troquelado, la estampación, la texturización o embossing, el repujado, la colocación de remaches y ojales, la costura, la confección de etiquetas, el estarcido y el découpage entre otros.

## Materiales

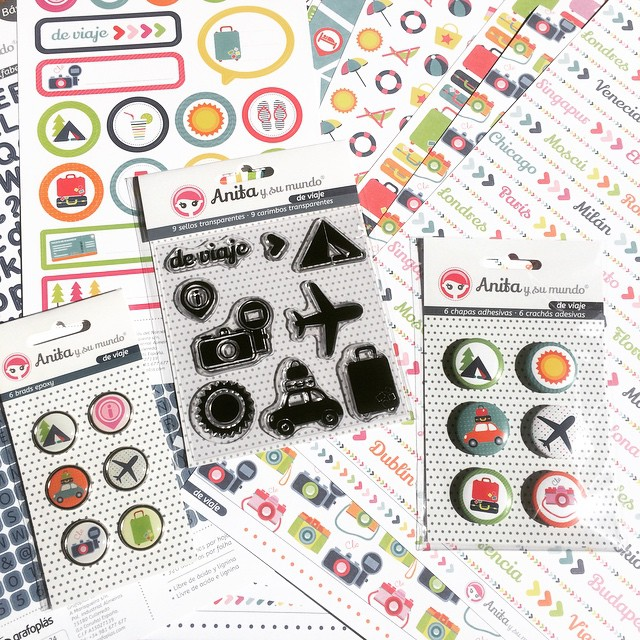
Papeles y materiales de scrapbooking

Los materiales más comunes suelen ser tijeras con formas, cúter, plegaderas de papel, pegamento sin ácido, guillotina, perforadoras o troqueladoras, carpetas de embossing o repujado , cartulinas, papeles decorados, sedas, cintas, pegatinas, adhesivos 3D o strass, anillas, ojales y remaches, sellos y tintas de secado lento y rápido según el trabajo del que se trate, rotuladores, cartulina, cartón kraft, purpurina, botones, lápices, entre otras cosas decorativas.
Suelen utilizarse sellos de caucho o "stamps" fabricados en diversos materiales como madera de haya y soporte clim foam, que los distintos fabricantes venden con dibujos estándar o los personalizan al gusto de cada aficionado. La técnica del stamping está muy extendida en el scrapbooking y sirve para dar un toque vintage a los collages. 
Cada día el mercado de Scrapbooking crece más, hoy en día es común que las marcas lancen al mercado líneas completas con una temática en particular. Se han empezado a crear marcas en varios idiomas, sobre todo en español.

## Programas digitales
La tecnología está tan presente en nuestras vidas como en nuestras aficiones y el scrapbooking no iba a ser menos. En Youtube se pueden encontrar muchos tutoriales para iniciarse. Así que para todos aquellos a quienes las tijeras y el papel no se les den bien, existe la alternativa scrapbooking digital. Los programas más populares entre sus seguidores son el ArcSoft Collage Creador, el Scrapbook Max! y el Smilebox, así como multitud de sitios web en donde los scrapbookers intercambian sus trabajos creativos. También existe una extensión para Firefox llamada justamente Scrapbook.